# Qwen
Qwen (также называемая Tongyi Qianwen, кит. упр. 通义千问) — семейство больших языковых моделей, разработанных Alibaba. В июле 2024 года модель была признана лучшей китайскоязычной моделью по некоторым тестам и заняла третье место в мире после топ-моделей Anthropic и OpenAI. Qwen является частью семейства моделей, которые конкурируют с другими крупными языковыми моделями, такими как GPT от OpenAI и PaLM от Google.
Последняя версия Qwen — Qwen 3 — это передовая языковая модель, разработанная для решения широкого спектра задач в области искусственного интеллекта. Она выделяется способностью к генерации кода, многозадачностью и поддержкой более 29 языков, что делает её универсальным инструментом для различных отраслей, включая разработку ПО, анализ данных и образование.

## История модели
Alibaba впервые представила бета-версию Qwen в апреле 2023 года под названием Tongyi Qianwen. Модель была основана на LLM LLaMA, разработанной Meta AI, с различными модификациями. Она была публично выпущена в сентябре 2023 года после получения одобрения со стороны китайского правительства. В декабре 2023 года компания выпустила в открытый доступ модели 72B и 1.8B, а Qwen 7B была открыта в августе.
В июне 2024 года Alibaba запустила Qwen 2, а в сентябре выпустила некоторые её модели в открытый код, сохранив при этом самые передовые версии закрытыми. Qwen 2 использует модель Смешение экспертов.
В ноябре 2024 года была выпущена QwQ-32B-Preview — модель, ориентированная на логические рассуждения, аналогичная o1 от OpenAI. Она была выпущена под лицензией Apache 2.0, но при этом были обнародованы только веса, без датасета и метода обучения. QwQ имеет контекстную длину в 32 000 токенов и превосходит o1 по некоторым тестам.
Серия Qwen-VL представляет собой линейку визуально-языковых моделей, которые объединяют трансформер визуального восприятия с LLM. Alibaba выпустила Qwen-VL2 с вариантами на 2 и 7 миллиардов параметров. Флагманской моделью компании в области компьютерного зрения является Qwen-vl-max, которая продаётся через Alibaba Cloud по цене 0,00041 доллара США за тысячу входных токенов.
Alibaba также выпустила несколько других типов моделей, таких как Qwen-Audio и Qwen2-Math. Всего компания открыла исходный код более 100 моделей, а их модели были загружены более 40 миллионов раз. Энтузиастами были разработаны дообученные версии Qwen, такие как «Liberated Qwen», созданная компанией Abacus AI из Сан-Франциско. Эта версия позволяет отвечать на любые запросы без ограничений на содержание.
В апреле 2025 года Alibaba запустила Qwen 3.
В июне 2025 года была представлена модель Qwen VLo, которая, помимо создания новых, также может редактировать уже существующие изображения. А благодаря технологии прогрессивной генерации пользователь может наблюдать за созданием изображения в режиме реального времени.
В августе 2025 года была представлена модель генератор изображений Qwen Image с полностью открытым исходным кодом.

## Возможности
- Обширная база знаний — модель обучена на 18 триллионах токенов, что обеспечивает глубокое понимание контекста и позволяет интерпретировать сложные запросы[16].
- Расширенные окна контекста — обработка данных до 128 000 токенов позволяет работать с большими документами и сложными задачами[17].
- Продвинутая генерация кода — вариант модели Qwen2.5-Coder предназначен для написания, анализа и оптимизации программного кода[18].
- Многоязычная поддержка — более 29 языков, включая русский, английский, китайский, французский, испанский и другие[19].
- Улучшенные математические способности — специализированная версия Qwen2.5-Math справляется с многошаговыми вычислениями и аналитическими задачами[20].
- Высокая производительность: модель оптимизирована для работы в облачной среде, что позволяет ей быстро обрабатывать запросы даже при больших нагрузках.
- Интеграция с облачными сервисами: Qwen легко интегрируется с другими продуктами Alibaba Cloud, что делает её удобным инструментом для разработчиков.
- В чат-бот Qwen добавили голосовой режим и возможность просматривать камеру[21].
- Alibaba выпустила новую версию открытой модели искусственного интеллекта Qwen2.5-Omni-7B, которая предназначена для создания доступных по цене «умных агентов». Эта мультимодальная модель умеет обрабатывать текст, изображения, аудио и видео, а затем отвечать письменным текстом или естественной речью. Использовать её можно без значительных вычислительных ресурсов — на смартфоне или планшете[22].

## Применение
- Разработка программного обеспечения — автоматическая генерация кода, отладка, документация.
- Анализ данных — обработка больших наборов данных, математические вычисления, отчёты.
- Образование — создание учебных материалов, помощь в исследовательских работах.
- Бизнес — оптимизация процессов, взаимодействие с клиентами, бизнес-аналитика[23].
- Маркетинг: генерация текстов для рекламных кампаний.